# ESPN America
ESPN America – amerykański kanał sportowy nadawany w przekazie cyfrowym. W Polsce dostępny był na platformach cyfrowych n, Orange oraz w ofercie sieci kablowych. Kanał nadawał w formacie 16:9. ESPN America, dostępny był także w wersji HD, niedostępnej w Polsce.

## Historia
Od rozpoczęcia emisji do początku 2009 roku, kanał ESPN America nazywał się NASN (skrót od North American Sports Network). W dniu 1 lutego 2009 roku zmienione zostały logo i oprawa graficzna, ale ramówka pozostała bez zmian.
31 lipca 2013 roku kanał zakończył nadawanie wraz z ESPN Classic. Zakończenie nadawania ma związek z przejęciem przez BT Sport. Tego samego dnia zniknęła ze wszystkich platform satelitarnych oraz sieci kablowych.

## Transmisje
- NFL w wersji anglojęzycznej (preseason games, sezon zasadniczy, playoffs, Super Bowl, Pro Bowl, draft)
- College football[3]
- NHL na wyłączność w Europie (sezon zasadniczy, playoffs, finały Pucharu Stanleya, All-Star Game, Young Stars Game)
- MLB na wyłączność w Europie (Spring Trainings, cały sezon z World Series włącznie, All-Star Game)
- NCAA koszykówka, futbol i hokej
- CFL (cały sezon i Grey Cup).